# Persone di nome María/Attori
| Questa pagina contiene informazioni ricavate automaticamente dalle voci biografiche con l'ausilio del template Bio e di un bot. L'aggiornamento è periodico e automatico e ricostruisce completamente la pagina. Se manca una persona in questa lista, sei pregato di non aggiungerla, ma accertati piuttosto che la sua voce biografica contenga il template Bio e che i dati anagrafici siano correttamente compilati. Se il template Bio manca, inseriscilo tu stesso o, in alternativa, metti l'avviso {{tmp\|Bio}} che ne segnala la mancanza. Se i dati riportati sono sbagliati, correggi direttamente la voce biografica; le modifiche saranno visibili in questa lista entro pochi giorni. Per chiarimenti vedi il progetto biografie. La lista contiene solo le 62 persone che sono citate nell'enciclopedia e per le quali è stato implementato correttamente il template Bio. Pagina aggiornata al 1 apr 2024. |

Questa è una lista di persone presenti nell'enciclopedia che hanno il prenome María e sono attori.

## A(5)
- Gimena Accardi, attrice, modella e conduttrice televisiva argentina (Buenos Aires, n. 1985)
- María Adánez, attrice spagnola (Madrid, n. 1976)
- María Alba, attrice spagnola (Barcellona, n. 1910 - San Diego, † 1996)
- María Conchita Alonso, attrice e cantante cubana (Cienfuegos, n. 1957)
- Mercedes Alonso, attrice spagnola (Santander, n. 1940)

## B(6)
- María Teresa Barreto, attrice colombiana (Medellín, n. 1988)
- Florencia Bertotti, attrice e cantautrice argentina (Buenos Aires, n. 1983)
- María Blanco, attrice, cantante e ballerina spagnola (Barcellona, n. 1972)
- María Cecilia Botero, attrice colombiana (Medellín, n. 1955)
- María Botto, attrice argentina (Buenos Aires, n. 1974)
- Pilar Brescia, attrice peruviana (Lima, n. 1958)

## C(7)
- Paz Vega, attrice e modella spagnola (Siviglia, n. 1976)
- María Carámbula, attrice uruguaiana (Montevideo, n. 1968)
- María Casarès, attrice spagnola (La Coruña, n. 1922 - Alloue, † 1996)
- María Castro, attrice spagnola (Vigo, n. 1981)
- María Corda, attrice ungherese (Déva, n. 1898 - Thônex, † 1975)
- María Cotiello, attrice spagnola (Gijón, n. 1982)
- María Cuadra, attrice spagnola (Madrid, n. 1936)

## D(7)
- Alejandra Da Passano, attrice argentina (Buenos Aires, n. 1947 - Buenos Aires, † 2014)
- María Gabriela de Faría, attrice venezuelana (Caracas, n. 1992)
- Evita Perón, attrice, politica e sindacalista argentina (Los Toldos, n. 1919 - Buenos Aires, † 1952)
- María Duval, attrice argentina (Bahía Blanca, n. 1926 - Buenos Aires, † 2022)
- María de Nati, attrice e modella spagnola (Madrid, n. 1997)
- Cote de Pablo, attrice e modella cilena (Santiago del Cile, n. 1979)
- María del Cerro, attrice e modella argentina (Buenos Aires, n. 1985)

## E(1)
- Helena Rojo, attrice messicana (Città del Messico, n. 1944 - Città del Messico, † 2024)

## F(3)
- Mia Farrow, attrice e attivista statunitense (Los Angeles, n. 1945)
- Pilar Fogliati, attrice e regista italiana (Alessandria, n. 1992)
- María Félix, attrice messicana (Álamos, n. 1914 - Città del Messico, † 2002)

## G(8)
- María Galiana, attrice spagnola (Siviglia, n. 1935)
- María Luz Galicia, attrice spagnola (Madrid, n. 1940)
- María Rosa Gallo, attrice argentina (Buenos Aires - Buenos Aires, † 2004)
- Bárbara Rey, attrice cinematografica, modella e conduttrice televisiva spagnola (Totana, n. 1950)
- Carmen Maura, attrice spagnola (Madrid, n. 1945)
- Luisa Gavasa, attrice spagnola (Saragozza, n. 1951)
- Susana Giménez, attrice, conduttrice televisiva e modella argentina (Buenos Aires, n. 1944)
- María Gracia, attrice e cantante spagnola (Siviglia, n. 1964)

## H(1)
- Lola Herrera, attrice spagnola (Valladolid, n. 1935)

## L(3)
- María León, attrice spagnola (Siviglia, n. 1984)
- María Lima, attrice e modella spagnola (Madrid, n. 1995)
- Mabel Lozano, attrice e ex modella spagnola (Toledo, n. 1967)

## M(6)
- Isabel Macedo, attrice argentina (Buenos Aires, n. 1975)
- Carmen Machi, attrice spagnola (Madrid, n. 1963)
- Kiti Mánver, attrice spagnola (Antequera, n. 1953)
- Ofelia Medina, attrice e sceneggiatrice messicana (Mérida, n. 1950)
- María Mercader, attrice spagnola (Barcellona, n. 1918 - Roma, † 2011)
- María Montez, attrice dominicana (Santa Cruz de Barahona, n. 1912 - Suresnes, † 1951)

## P(6)
- Clara Alonso, attrice argentina (Rosario, n. 1990)
- María Pedraza, attrice e ballerina spagnola (Madrid, n. 1996)
- Florencia Peña, attrice argentina (Buenos Aires, n. 1974)
- Esmeralda Pimentel, attrice e modella messicana (Ciudad Guzmán, n. 1989)
- María Renée Prudencio, attrice boliviana (La Paz, n. 1974)
- María Pujalte, attrice spagnola (La Coruña, n. 1966)

## R(3)
- María Bouzas, attrice spagnola (Mugardos, n. 1962)
- Cristina Rota, attrice argentina (La Plata, n. 1945)
- Belén Rueda, attrice e conduttrice televisiva spagnola (Madrid, n. 1965)

## S(3)
- María Eugenia Suárez, attrice, cantante e modella argentina (Buenos Aires, n. 1992)
- Cecilia Suárez, attrice messicana (Tampico, n. 1971)
- Susi Sánchez, attrice spagnola (Valencia, n. 1955)

## T(1)
- María Tasende, attrice, ballerina e modella spagnola (Carballo, n. 1977)

## V(1)
- María Valverde, attrice spagnola (Madrid, n. 1987)

## Á(1)
- Ana Wagener, attrice spagnola (Las Palmas de Gran Canaria, n. 1962)